# کریستین هنسن (قایقران روئینگ)
کریستین هنسن (دانمارکی: Christian Hansen; ۱۴ اوت ۱۸۹۰ – ۱۰ سپتامبر ۱۹۵۳) قایقران روئینگ اهل دانمارک بود.